# いけいけ!バカオンナ
『いけいけ!バカオンナ』は、鈴木由美子による日本の漫画作品。講談社『Kiss』にて連載されていた。単行本は全1巻。続編として、『もっといけいけ!バカオンナ』がある。鈴木由美子が、結婚する親友をモデルに描いた作品で、全体を通して「女の友情」について描かれている。

## あらすじ
女子大生の杉山ゆうこは、外では自由奔放なイケイケな女を気取っているが、私生活では地味で質素な生活を送る超のつく見栄っ張りな性格。ある日、自分と同じような派手な衣服に身を包んだせつこと出会い、初めはお互いライバル視していたが、実はせつこも私生活は大変地味な暮らしを送るという“同じ人種”である事が分かり、友情が芽生え出す。「女の友情」ははかないものなのか…それとも…。

## 登場人物
杉山ゆうこ
本作の主人公。ワンレンボディコンに身を包み、上から下まで高級ブランド品で固めた超イケイケな女だが、私生活では大変地味で質素な生活を好む、かなり見栄っ張りな性格。人目につくものは全てブランド品で固めているが、本当は割り箸を洗って再び使うほどの倹約家。ファッション雑誌よりも新聞のカタログ広告が好きで、フローリングのオシャレなマンションに住んでいるものの座布団が手放せない。外では自由奔放なイケイケを気取っているが、その実とても小心者であるため22歳で処女。イケイケ女のイメージを壊さずに男をかわすため、自宅の窓辺にカーネルサンダースの人形を置いて彼氏がいるように見せていた。男は大勢寄ってくるが、女友達は少なかった。しかし、せつこと出会い、友情を深めていく。大学卒業後はOLとなり、アフターファイブはお立ち台で踊る相変わらずのイケイケぶりであったが、紆余曲折を経て、チビでサルで貧乏な同僚、コウジと交際を始める。
せつこ
ゆうこの親友。ゆうこに負けず劣らずのイケイケ女であるが、ゆうこ同様私生活はとても地味。初めはゆうこをライバル視するが、ゆうこが自分と“同じ人種”であることがわかり友情を深めていく。ゆうこに「せつこはすっぴんでもちょっと美人」と認めさせるほどのイケイケで美人だったが、なぜか貧乏でゴリラ顔だが性格のいいトオルと電撃結婚する。
せつこのモデルは作者である鈴木由美子の実在の親友で、単行本巻末には本人の写真も掲載されている。
内田 コウジ
ゆうこと同じバイト先に務める同僚。背が低く猿顔で貧乏な暮らしをしているが、純粋な青年。後にゆうこと恋仲になる。

## テレビドラマ
1999年、『可愛いだけじゃダメかしら?』として榎本加奈子主演でドラマ化された。内容は原作とは大きく異なっている。

## 映画
2020年、『いけいけ!バカオンナ〜我が道を行け〜』（いけいけバカオンナ わがみちをいけ）として文音主演で実写映画化された。設定は原作のバブル時代から公開時の現代に時代を変えている。

### キャスト
- 杉山結子（ユウコ）：文音
- 澤野セツコ：石田ニコル
- 中川絵美：真魚
- 内田幸司：小野塚勇人
- 花沢将人
- 藤田富
- 菅谷哲也
- 小西遼生
- 永田徹：田中要次

### スタッフ
- 原作：鈴木由美子「いけいけ!バカオンナ」（講談社「Kiss」所載）
- 監督：永田琴
- 脚本：北川亜矢子
- 製作：ネスト
- 制作協力：E・F・P
- 制作プロダクション：エクセレントフィルムズ
- 配給：アークエンタテインメント